# Аццате
Аццате (итал. Azzate) — город и коммуна в Италии, располагается в провинции Варесе области Ломбардия.
Находится на берегу озера Варесе. Население составляет 3820 человек, плотность населения составляет 955 чел./км². Занимает площадь 4 км². Почтовый индекс — 21022. Телефонный код — 00332.
Покровителем города и коммуны почитается святой апостол Андрей, празднование в первое воскресение сентября.